# Планета Вода
«Планета Вода» — сборник из трёх повестей российского писателя Бориса Акунина из серии «Новый детектив». Книга имеет подзаголовок «Приключения Эраста Фандорина в XX веке. Часть первая».

## Содержание
- «Планета Вода», 1903 год (технократический детектив).

Эраст Петрович прерывает подводную экспедицию по поискам затонувшего галеона с золотым грузом, чтобы участвовать в поисках маньяка, скрывающегося на одном из островов Атлантического океана. В итоге Фандорин со своим верным слугой Масой оказывается вовлечён в противостояние с тайной и в буквальном смысле глубоко законспирированной организацией, стремящейся, как когда-то «Азазель», к мировому господству. По словам автора, эта повесть — «почти фантастика, почти Герберт Уэллс, хотя скорее всё-таки Жюль Верн» (возможно, имеется в виду роман «Пятьсот миллионов бегумы» с похожим сюжетом).
- «Парус одинокий», 1906 год (ностальгический детектив).

Найдя наконец в Карибском море затонувший испанский галеон с богатствами, Фандорин поселяется в Париже и живёт там жизнью богатого сибарита. При этом он не забывает следить за тревожными вестями с родины, которая после событий 1905 года и поражения в русско-японской войне сильно изменилась, и не в лучшую сторону. Случайно из газет он узнаёт о жестоком убийстве игуменьи монастыря в российской глубинке, и случайно же узнаёт, что в миру она была Ангелиной Крашенинниковой — женщиной, которую он когда-то любил (см. рассказ «Скарпея Баскаковых» из сборника «Нефритовые чётки» и повесть «Декоратор»). После событий, описанных в «Декораторе», Ангелина приняла постриг и перебралась из Москвы в глубинку, где спустя время стала игуменьей монастыря Утолимоипечали на острове «Парус одинокий». Эраст Петрович едет расследовать убийство в Заволжскую губернию, знакомую читателям по приключениям Пелагии. Однако сестру Пелагию и владыку Митрофания сыщик не встретит. Их там больше нет, они уехали в Святую Землю. Но Заволжской губернии уезжать некуда, и она живёт без них сама, как умеет.
- «Куда ж нам плыть?», 1912 год (идиотический детектив).

Всё действие укладывается в один-единственный день, 31 декабря 1912 года. Жанр изобретен лично автором, раньше в авантюрной литературе такого не было: «идиотический детектив». Место действия — Эраст возвращается на поезде из польской Ченстоховы, где в киносъёмках принимала участие его новая жена актриса Элиза Луантэн, с которой он познакомился годом раньше во время событий романа «Весь мир театр». Однако за прошедший год он разочаровался в жене, оказавшейся пустой и недалёкой женщиной, и мечтает только об одном — ввязаться в какое-нибудь расследование, только бы быть подальше от Элизы. Случай представляется немедленно: был ограблен шедший впереди них поезд, в котором перевозилась крупная сумма местного торгового банка. Эраст Петрович вызывается помочь расследованию. По приметам он быстро устанавливает злодея, но звериное чутьё и полное пренебрежение к человеческой жизни помогает тому ускользнуть от преследования, убив при этом ещё несколько невинных людей. После чего тот уходит из российской Польши в австро-венгерскую. Тогда Фандорин идёт по его следу сам, считая своим личным долгом покарать злодея… В ходе поисков ему предстоит встретиться с Лениным и Сталиным, в то время ещё эмигрантами-революционерами, празднующими наступление Нового года в австрийском Кракове.

## Отзывы

### Критические
Литературный критик Галина Юзефович о книге:
Три посредственные повести, формально объединённые темой воды и рассказывающие о похождениях Эраста Петровича в разные годы. Первая — собственно «Планета Вода» — отсылает к творчеству Герберта Уэллса и содержит полный набор уэллсовских штампов и клише плюс ещё пару бонусных, заимствованных из триллеров про маньяков.